# ZDNET
ZDNET — це веб-сайт новин про бізнес-технології, який належить і управляється Red Ventures. Бренд був заснований 1 квітня 1991 року Зіффом Девісом, як технологічний портал загального характеру та перетворився на корпоративне онлайн-видання, орієнтоване на ІТ .

## Вміст
На даний момент ZDNet керує мережею з приблизно 50 блогів, які розподілені по таких основних вертикалях: компанії, апаратне забезпечення, програмне забезпечення, мобільні пристрої, безпека та ІТ-дослідження. У цих загальних областях є блоги про гаджети, стратегію управління, соціальні медіа, центри обробки даних, технологічне законодавство, SOA, охорону здоров'я, CRM, віртуалізацію та стійкість.
Сайт також пропонує огляди споживчих гаджетів, електроніки та домашнього офісного обладнання.

## Нагороди та визнання
На 14-й щорічній церемонії нагородження Computer Press Awards у 1999 році ZDNet було визнано найкращим онлайн-сайтом у цілому (Best Overall Online Site).
У 2007 році Асоціація онлайн-видавців нагородила ZDNet UK у категорії «Бізнес-веб-сайт» за його внесок в інновації в ефективному впровадженні Web 2.0 і функцій спільноти на своєму сайті.

## Міжнародні видання

### ZDNET Japan
Японська видавнича компанія Asahi Interactive володіє веб-сайтом ZDNet Japan.

### ZDNET UK
Функція ZDNet UK Live відображає оновлення новин і коментарі в реальному часі на веб-сайті та в соціальних мережах, включаючи Twitter.

### Інші видання
Інші видання для країн включають Австралію, Азію, Бельгію, Китай, Німеччину, Нідерланди, Великобританію та Францію, їхніми рідними мовами.